# Nicolae Țaga
Nicolae Țaga, född den 12 april 1967 i Straja i Rumänien, är en rumänsk roddare.
Han tog OS-brons i tvåa med styrman i samband med de olympiska roddtävlingarna 1992 i Barcelona.